# Gabriela Dias
Gabriela Mantellato Dias, född 28 oktober 1991 i São Paulo, är en brasiliansk vattenpolospelare.
Dias tog brons i damernas vattenpoloturnering i samband med panamerikanska spelen 2015 i Toronto.